# 斯帕斯科耶农村居民点 (沃洛格达区)
斯帕斯科耶农村居民点（俄语：Спасское сельское поселение）是俄罗斯联邦沃洛格达州沃洛格达区所属的一个农村居民点。其下辖有86个居民点，行政中心为涅波佳戈沃。据2015年统计，该农村居民点的人口为4453人。